# NGC 2216
NGC 2216 este o emission-line galaxy⁠(d) situată în constelația Câinele Mare. A fost descoperită în 23 ianuarie 1835 de către John Herschel. Se află la o distanță de 40,51 de megaparseci de Pământ.